# Martin Shaw (Komponist)

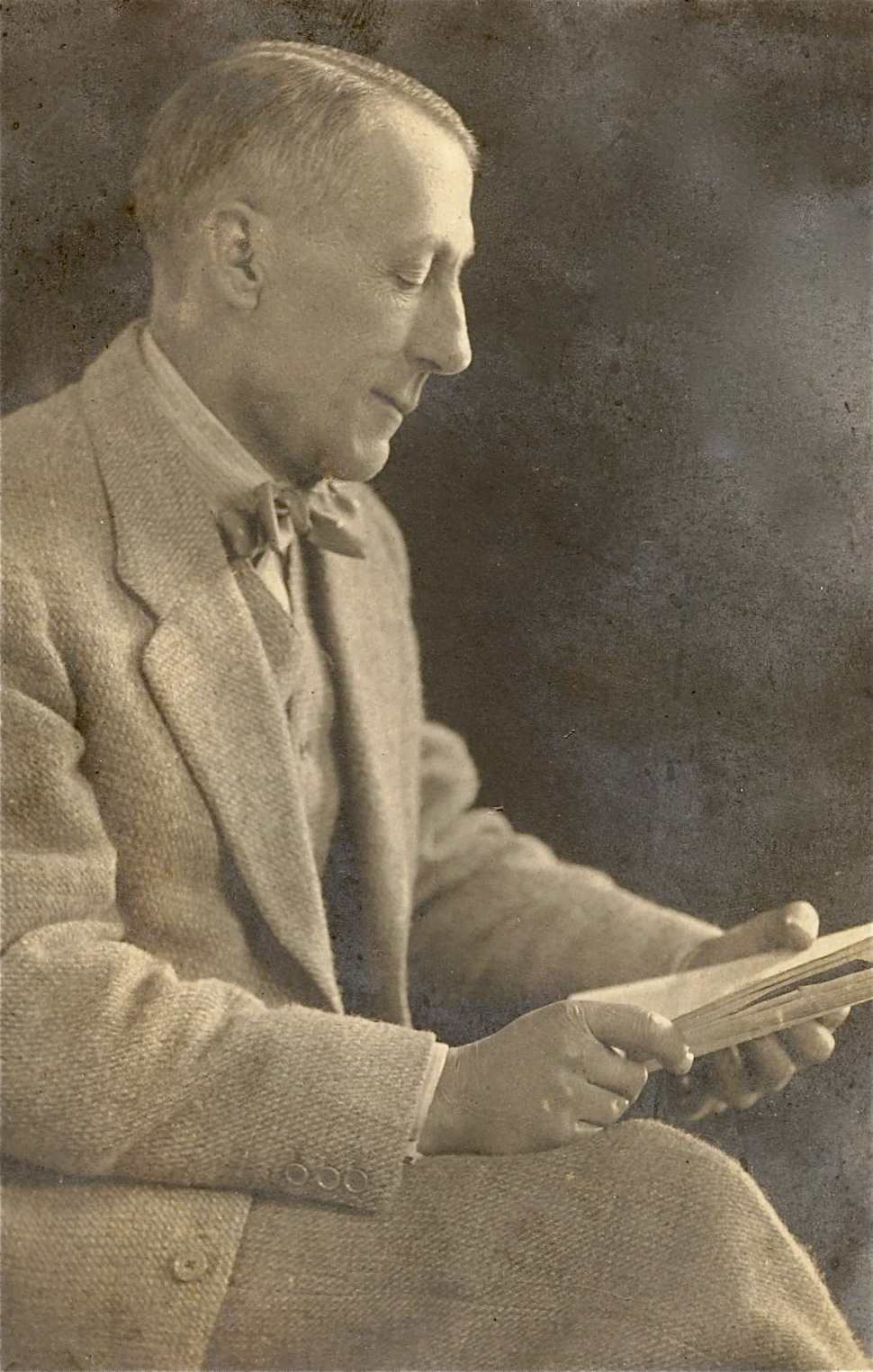
Martin Shaw (1929)

Martin Shaw OBE FRCM (* 9. März 1875 in London; † 24. Oktober 1958 in Southwold) war ein englischer Komponist, speziell von Kirchenmusik.

## Werk
Er veröffentlichte über 300 Werke, davon mehr als 100 Lieder, manche davon für Kinder. Das Oxford Book of Carols gab er zusammen mit Percy Dearmer und Ralph Vaughan Williams heraus. 

### Noten (Auswahl)
- Partitur: Singt dem Herrn ein neues Lied (1956), Deutsche Textfassung nach Psalm 98: Horst Brauner, Berlin: Jubal-Musikverlag, 1998
- Lied der Sänftenträger, für mittlere Stimme u. Klavier, Verlag Universal-Edition

## Familie
Sein Bruder war der Komponist Geoffrey Shaw, sein Neffe der Schauspieler Sebastian Shaw und seine Enkel der Schauspieler Robert Shaw und der Rock-Musiker Mont Campbell.